# 1958년 리투야만 거대해일
1958년 리투야만 거대해일(1958 Lituya Bay earthquake and megatsunami)은 현지 시각 1958년 7월 9일 오후 10시 15분경 모멘트 규모 7.8~8.3, 최대 진도 XI의 대지진이 미국 알래스카주 리투야만 인근에서 발생해 약 9천만 톤의 암석이 리투야만의 좁은 입구로 쓸려내려 왔고, 이로 인해 높이 524 m의 거대해일이 발생한 사건이다. 페어웨더 단층에 발생한 이 지진으로 약 3천만 입방미터, 9천만 톤의 암석이 쏟아지는 암사태가 발생했다. 이 충격은 약 80 km 떨어진 곳에서도 들렸으며 갑작스런 물의 이동으로 길버트 후미에서 최대 524 m 높이 지점의 나무도 쓸어버린 거대해일이 발생했다. 리투야만의 거대해일은 현대 역사상 가장 크고 중요한 거대해일로 대형 쓰나미가 발생한 원인을 재평가하면서 충돌사건, 낙석, 산사태 등이 초대형 쓰나미를 일으킬 수 있다는 점을 깨닫게 만들었다.

## 개요

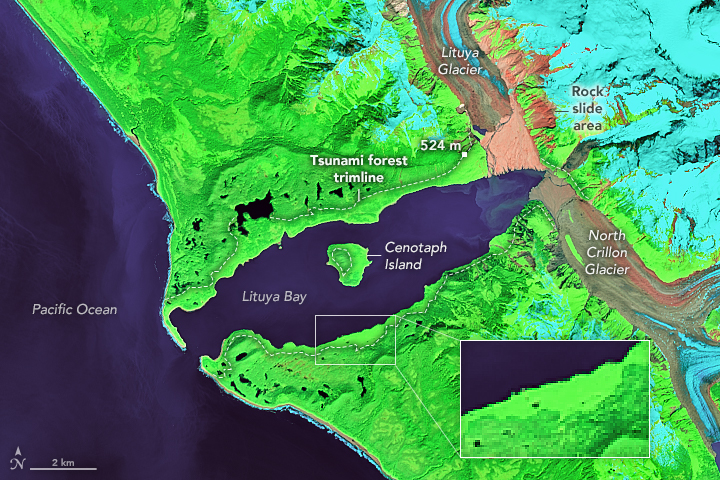
2020년 촬영한 8장의 리투야만 이미지에 가짜색을 입힌 모습. 거대해일로 피해를 입은 영역이 숲 안에 점선으로 표기되어 있다. 해안에 바로 붙어 있는 연녹색 영역은 쓰나미의 영향을 받지 않은 오래된 나무(어두운 녹색)보다 더 수령이 낮은 나무가 모인 숲이다.

리투야만은 알래스카만 동북부의 페어웨더 단층에 있는 피오르이다. 최대 폭 약 3 km, 길이는 11 km의 T자 모양의 만이다. 리투야만은 최대 수심이 220 m이며 일부 지역이 얼음으로 덮인 조류 통로이기도 하다. 만에서 가장 좁은 입구는 깊이가 약 10 m에 불과했다. 만의 제일 안쪽 T자의 양 팔은 각각 길버트와 크릴론 후미로 불리며, 페어웨더 단층의 움푹 패인 곳을 지난다. 지난 170년간 리투야만에는 1854년(120 m 쓰나미), 1899년(61 m 쓰나미), 1936년(150 m 쓰나미), 1958년(524 m 쓰나미) 등 50 m 이상의 쓰나미가 총 4차례 발생했다.
페어웨더 산맥의 산봉우리 근처에는 리투야 빙하와 노스크릴론 빙하가 있다. 이 두 빙하는 각각 길이 19 km, 폭 약 1.6 km, 해발높이 약 1,200 m에 달한다. 두 빙하가 간빙기에 걸쳐 점차 후퇴하면서 현재의 T자 모양의 양 팔, 즉 길버트 후미와 크릴론 후미를 만들었다.

### 지진

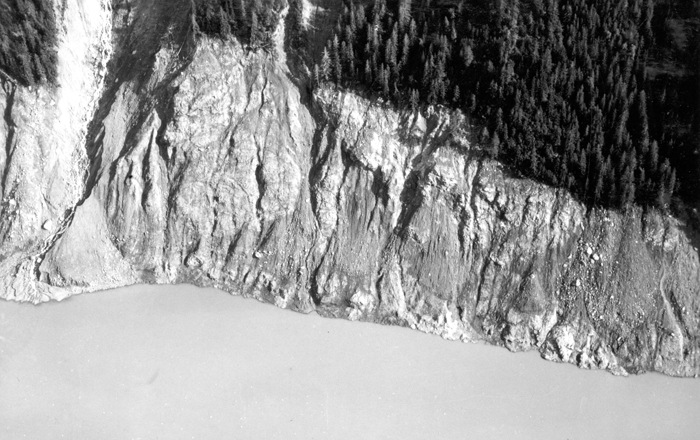
리투야만 남쪽 해안선의 사진. 해안선 쪽에 하얀 바위가 노출된 모습을 볼 수 있다.

페어웨더 단층에서 발생한 지진은 모멘트 규모 Mw7.8, 수정 메르칼리 진도 계급 최대 XI의 강진이었다. 지진의 진앙은 페어웨더 단층 표면에서 동쪽으로 약 12 km, 리투야만에서 동남쪽으로 약 20 km 떨어진 페어웨더 산맥 인근의 북위 58.37도, 서경 136.67도 지점이다. 1958년의 지진은 1899년 9월 4일 일어났던 리히터 규모 ML8.2의 야카타가 지진 이후 50년만에 일어난 가장 큰 규모의 지진이다. 지진의 흔들림은 알래스카 동남부 전역에 느껴졌으며, 남쪽으로는 미국 워싱턴주 시애틀까지, 동쪽으로는 캐나다 유콘 준주 화이트호스까지 흔들림이 느껴졌다.

### 낙석

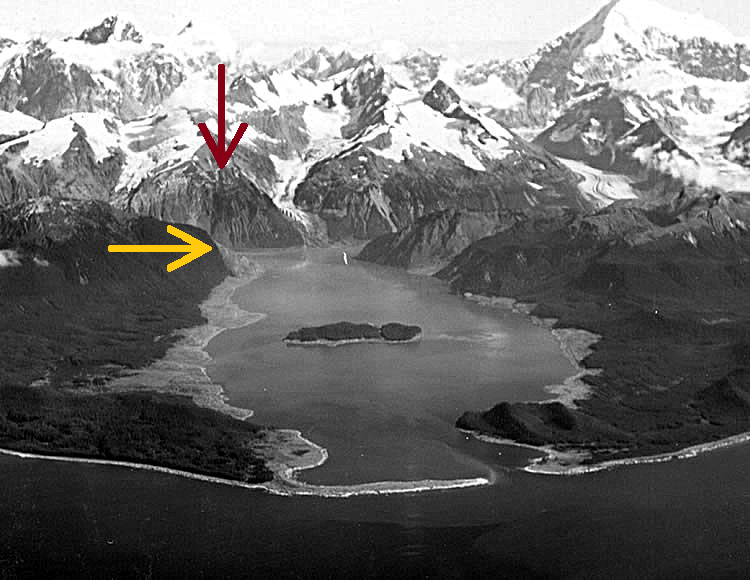
1958년 리투야만 거대해일로 발생한 피해는 알래스카만에서 리투야만을 바라보며 촬영한 항공 사진에서도 볼 수 있다. 사진에서 나무가 쓰나미에 쓸려 나간 부분은 해안선의 밝은색 부분이다. 빨강 화살표는 낙석이 발생한 위치를, 노랑 화살표는 갑을 휩쓸고 지나간 쓰나미가 가장 높게 닿은 지점을 나타낸다.

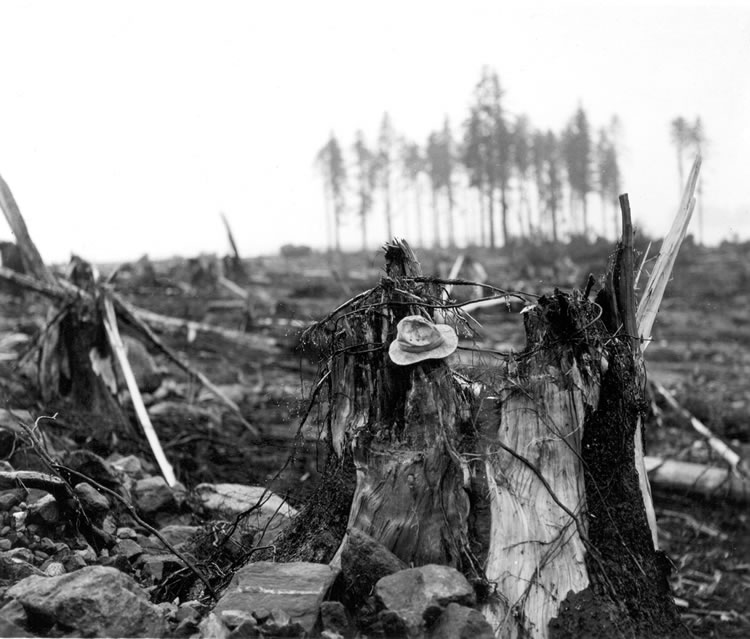
리투야만 입구의 나무가 해일로 손상된 모습. 나무 그루터기에 모자가 걸려 흔들거리고 있다.

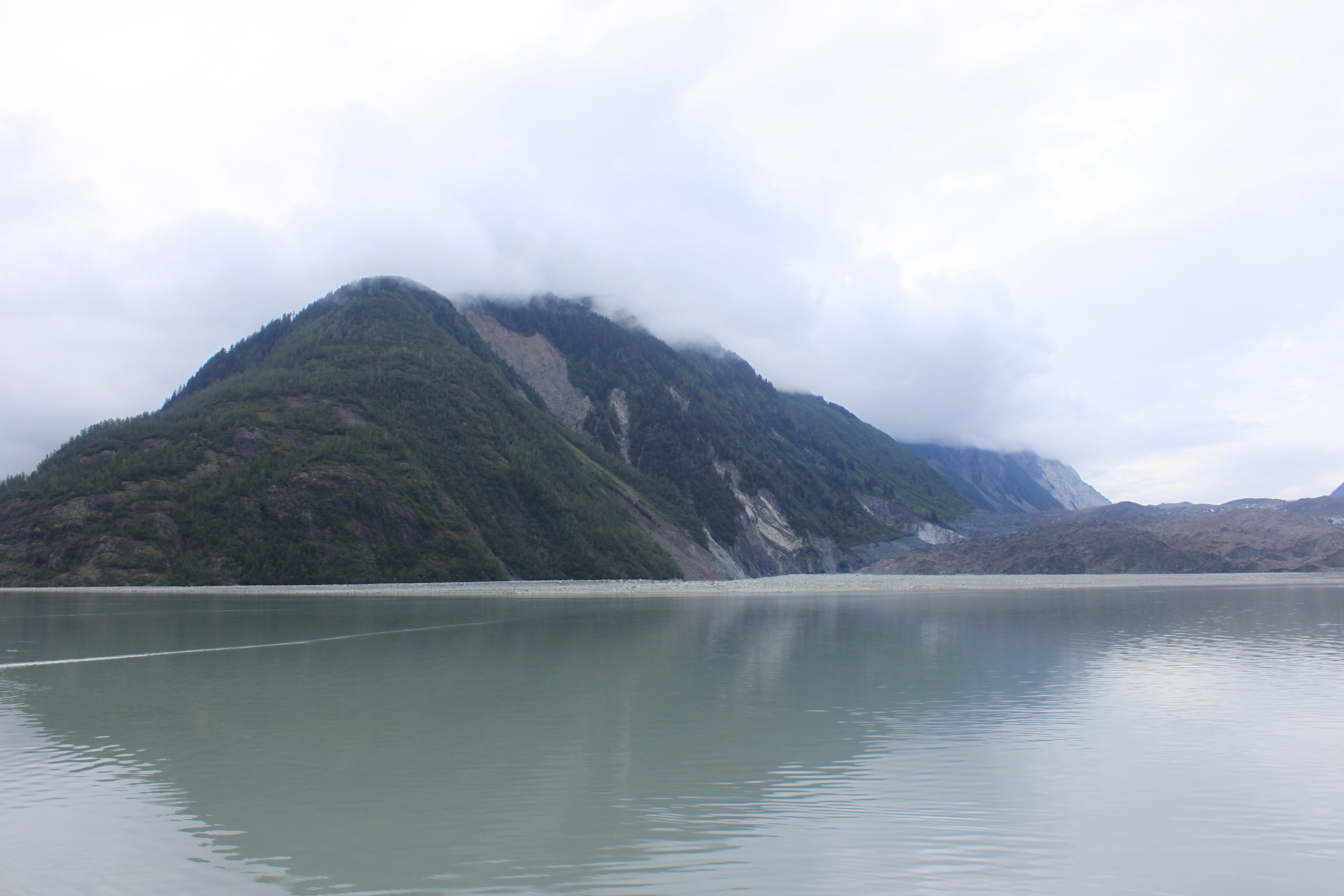
2010년에도 거대해일의 영향은 여전히 남아 있다. 만 안쪽과 리투야 빙하를 가르는 능선에서 다양한 수령의 초목이 보이는데, 쓰나미가 덮쳐졌던 지역의 숲은 그렇지 않은 지역보다 평균 나무 수령이 낮아 더 밝은 색으로 보인다. 사진은 리투야만의 제일 안쪽 리투야 빙하에서 북쪽을, 빙하 기준 오른쪽을 바라본 모습.

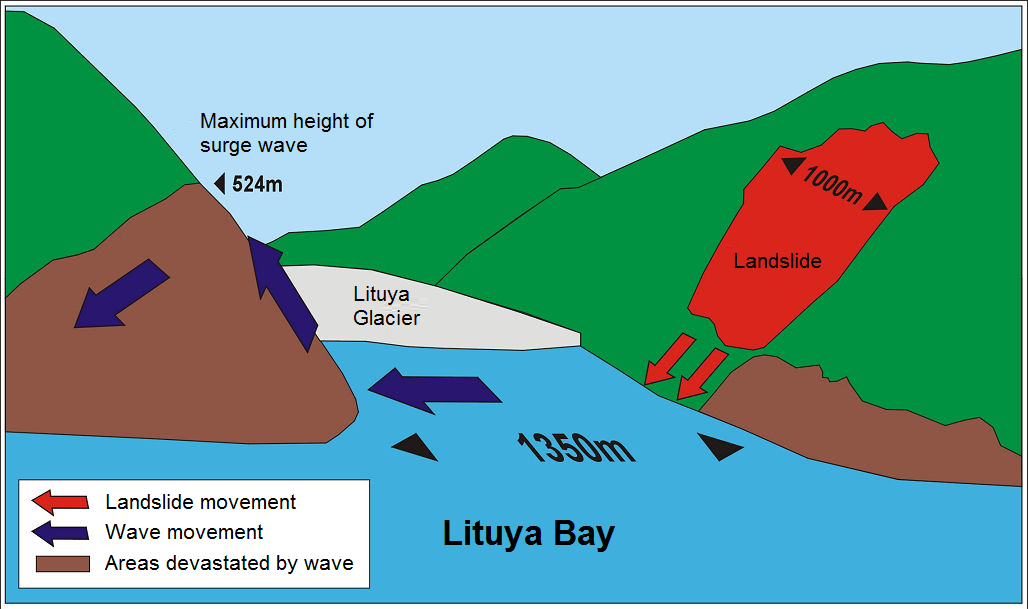
1958년 리투야만 거대해일의 다이어그램. 산사태의 움직임과 쓰나미의 움직임, 거대해일로 파괴된 지역을 각각 화살표로 나타냈다.

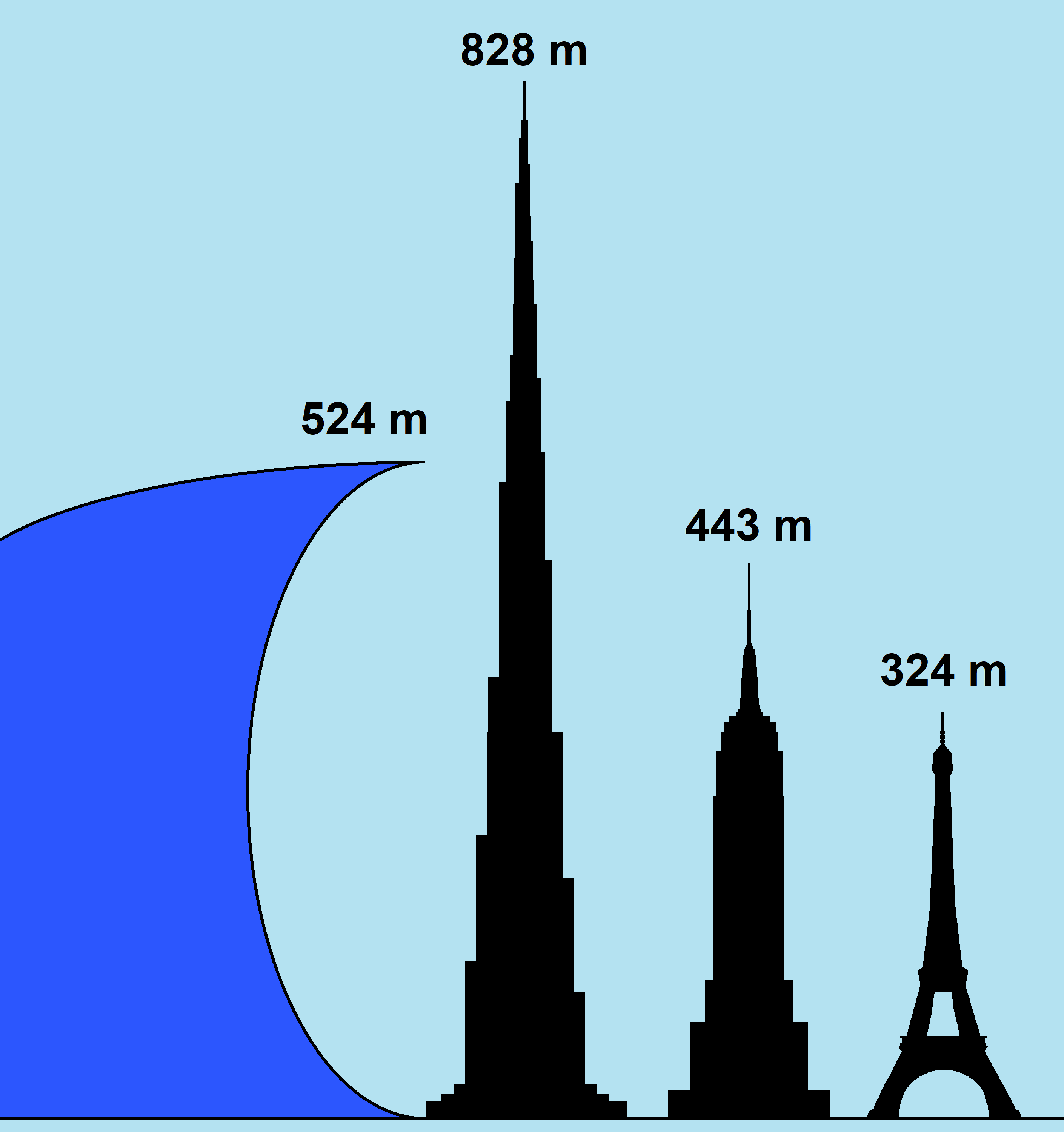
부르즈 할리파, 엠파이어 스테이트 빌딩, 에펠탑과 리투야만의 거대해일 높이를 서로 비교한 모습.

알래스카주에서 발생한 지진으로 길버트 후미에 거대한 지표저 낙석을 일으켰다. 3천만 입방 미터가 넘는 암석이 수백 m 높이에서 만으로 떨어지면서 거대해일이 발생했다. 낙석의 영향으로 리투야 빙하 앞쪽에서 최대 400 m 길이 얼음이 깎여나가고 암석으로 이뤄진 삼각주가 전부 침식하거나 완전히 없애버리는 해일이 만들어졌다. 지진 발생 이후 리투야만의 안쪽에 있는 리투야 빙하 굴곡의 서북쪽에 있는 빙저호의 수심이 약 30 m 낮아졌다. 이는 30 m 높이의 또 다른 해일을 만들어냈는데, 이들의 에너지가 합쳐져 만 표면 위로 최대 524 m 높이까지 파괴가 발생했다. 이 때문에 발생한 거대해일은 만의 해안선을 따라 낙석이 발생한 지역 주변의 곶 위쪽과 만 해안선을 따라가는 식생에 피해를 입혔다. 빙하 바로 앞을 흐르는 빙하로를 통해 빙저호에 있는 많은 물이 순간적으로 빠져나갔을 가능성도 제기되었지만, 물의 배수 속도나 빠져나간 물의 양이 이런 규모의 해일을 만들 수는 없다는 연구가 있다. 길버트 빙하 앞에서 충분히 큰 규모의 물 방출이 일어나더라도 물이 흐르는 방향은 반대편인 크릴론 후미의 바깥쪽으로 예상되었다. 여러한 고려 끝에 빙저호의 물이 거대해일을 일으킨 주요 원인은 아니라고 결론내렸다.

### 거대해일과 피해
리투야만 거대해일은 다른 어떤 해일보다도 더 높은 고도에 피해를 입혔는데, 나무가 즐비한 피오르 경사면의 해발 524 m 높이에 있는 나무가 파괴될 정도의 힘으로 물이 올라갈 정도로 강력했다. 거대해일로 총 5명이 사망했으며 많은 사람들이 다쳤으며 집 여러채가 파괴되었다. 어선에 타고 있던 2명이 만에 몰아친 해일에 휩쓸려 사망했다. 또한 다른 어선 선장과 그의 일곱살 난 아들이 해일에 휩쓸려 수십 미터 높이 공중으로 떠밀려 올려갔다. 하지만 두 사람 모두 최소한의 부상만 입고 살아남았다.
당시 진앙과 가장 가까웠던 유일한 항구적 전초기지인 야쿠타트에서는 교량, 부두, 송유관 등 기반시설이 전부 피해를 입었다. 해일로 타워가 무너지고 오두막들은 수리가 불가능할 정도로 손상을 입었다. 동남부 해안 인근에서는 모래 분사가 일어나고 암반 균열이 일어났으며 알래스카의 통신망을 잇는 수중 케이블이 끊어졌다. 펠리컨과 싯카 마을에서도 약한 피해가 보고되었다. 이 해일은 나뭇가지들을 찢고 수많은 나무를 휩쓸어 해안선 주변의 숲이 고사했으며 만조선은 볼모지가 되었고 북쪽과 남쪽 가장자리 만 지역을 제외하고선 똑바로 살아남은 나무가 거의 없었다. 거대해일은 만 전체를 범람시켰고 만 윤곽선 주변에 최대 213 m 높이의 해일피해선을 만들었는데 쓰나미가 휩쓸어간 이 자국은 현재까지도 우주에서 볼 수 있다.

## 목격자 증언

### 스완슨의 증언
1958년 7월 9일 태평양 표준시 22시 15분, 당시 현지시각으로는 아직 해가 뜬 시기였는데 규모 M7.8의 지진이 리투야만 지역을 강타했다. 당시 조수 높이는 약 1.5 m로 썰물 시기였고 날씨는 맑았다. 만 입구 서쪽 인근의 작은 만에 정박해 있던 빌과 비비완 스완슨은 지진이 발생했을 당시 낚시를 하고 있었고, 지진에 대해 다음과 같이 증언했다.
처음 충격과 함께 나는 침대에서 굴러떨어졌고 큰 소음이 나는 만 안쪽을 바라보았습니다. 산은 바위와 눈이 미끄러지면서 끔찍할 정도로 흔들리고 있었지만, 그 중에서도 가장 눈에 띄었던 것은 북쪽 빙하, 리투야 빙하라고 불리는 곳이었습니다. 내가 정박했던 곳에선 보통 그 빙하를 볼 수 없다는 걸 알고 있었습니다. 그날 밤 빙하를 봤다고 한다면 사람들은 고개를 절래절래 했을 것입니다. 내 말을 믿지 못하는 건 어쩔 수 없는 일입니다. 앵커리지만에 가면 빙하가 숨겨져 있다는 걸 알지만 그날 밤 제가 본 건 분명합니다. 빙하가 공중으로 솟아올랐다가 앞으로 움직여서 내 시야 안에 들어왔습니다. 대략 수백 피트 정도는 떠올랐을 겁니다. 그냥 공중에 떠 있었단 말이 아닙니다. 단단해 보였지만 미친 듯이 뛰어오르고 흔들리고 있었습니다. 큰 얼음 덩어리들이 빙하 표면에서 떨어져선 물 속으로 떨어지고 있었습니다. 한 6마일 정도는 떨어져 있었는데 여전히 큰 덩어리처럼 보였습니다. 마치 덤프트럭에서 큰 돌덩어리들이 쏟아지는 것처럼 빙하에서 얼음이 떨어져 나왔습니다. 얼마나 오래 지속되었는지는 정확히 기억나지 않는데, 갑자기 빙하가 다시 시야에서 사라지고 그 지점엔 거대한 물벽이 덮쳤습니다. 그 직후부터 파도가 몰려오기 시작했고 저는 너무 바빠져서 정확히 무슨 일이 일어났는지는 알지 못합니다.

### 울리히의 증언
지진이 일어났을 때 하워드 G. 울리히와 7살 난 아들은 보트 '에드리호'를 타고 리투야만에 있었다. 에드리호는 만 남쪽에 있는 작은 입구에 정박해 있었다. 두 사람은 태평양 표준시 기준 오후 8시에 바다에 나갔고 지진이 발생했을 당시에는 배가 흔들려서 울리히가 잠에 깼다. 울리히는 갑판에서 해일이 몰려오는 걸 봤고, 리투야만 끄트머리에서 매우 큰 소리가 나는 걸 들었다. 울리히는 해일에 대해 증언하면서 해일이 만들어지는 과정과 그 모양을 같이 말했다.
파도는 확실히 지진이 다 끝나기도 전에 길버트 후미에서 시작되었습니다. 처음에는 파도가 아니였죠. 그건 폭발이나 빙하 붕괴와 같이 보였습니다. 파도는 아래쪽에서 만들어졌고 전체에 비하면 매우 작아 보였습니다. 파도가 1,800피트 못되게 올라가서 물이 잔뜩 튀어올랐습니다.

울리히가 이 과정을 본지 2-3분 후에는 해일이 보트를 향해 다가왔고 에드리호는 해일에 쓸려가 남쪽 해안으로 밀려갔다가 만 중앙으로 다시 돌아왔다. 울리히는 해일이 지나간 후에야 다시 보트를 몰 수 있었고 최대 약 6 m 높이에 달하는 파도를 뚫고 만을 빠져나왔다.

## 과거 해일 증거
지난 150년간 리투야만에서 4-5차례에 달하는 거대해일이 발생한 것으로 추정되며 그 목록은 아래와 같다.
- 해안선에 있는 모든 나무와 목초가 사라졌고 나무가 전부 잘린 채 방치되었다는 초기 탐험가의 보고. 한 가지 예시로 1786년 리투야만을 처음으로 발견한 유럽인인 장프랑수아 드 갈롭 드 라페루즈 백작의 일지를 들 수 있다.[6][17]
- 사진 증거에 따르면 1854년에서 1916년 사이 "최소 1차례, 대략 2차례 거대해일이 발생"했다고 추정된다.[6][17]
- 1958년 거대해일이 발생했다.

## 학계 논쟁
학계에서는 최대 524 m 높이에 달하는 거대해일이 지진으로 발생한 낙석으로 생긴 해일인지, 아니면 지진 그 자체로 발생한 해일인지 논쟁이 지속되고 있다. 거대해일이 발생한 본질적인 원인을 파악하기 위한 다양한 연구가 계속되고 있다.

### 1999년 분석
1999년 쓰나미 학회에서 발표된 연구에서는 리투야만의 거대해일을 일으킨 그 매커니즘을 분석했다.
거대해일을 일으킨 지진은 매우 강력했고 격렬한 지반 움직임을 만들어냈지만, 여기서 생겨날 수 있는 해일의 원인으로는 거대해일을 만들어 낼 가능성은 없거나 극히 드물었다. 또한 호수의 물빠짐, 산사태, 지진 자체의 힘 모두 각각 거대해일을 만들어내기에는 부족했으며, 이 셋이 합쳐져서 거대해일을 만들어 낼 가능성은 아주 약간 있었으나 그 역시도 확률이 드물었다.
위의 이유 대신에, 거대해일은 만에서 수백 m 위에 있는 약 3천만 입방미터의 암석이 지진으로 측면이 부서져 떨어져서 수직으로 그대로 만을 향해 "거대한 하나의 암반으로" 떨어져 거대하고 갑작스런 큰 충격이 일어나 발생한 것으로 추정된다. 이 낙석은 점성 효과로 공기도 같이 끌려가면서 변위량이 늘어났고, 만 바닥에 있는 퇴적물에도 큰 영향을 미쳐 마치 분화구와 같은 움푹 패인 크레이터를 만들었다. 1999년 연구에서는 다음과 같이 결론내렸다.
1958년 7월 9일에 발생한 리투야만 기슭의 약 1,720피트(520 m) 높이의 거대해일과 그 후 리투야만 전역을 따라 발생한 거대해일은 주로 페어웨더 단층을 따라 발생한 지진의 강력한 지반운동으로 촉발된 리투야만 기슭의 길버트 후미에서 발생한 거대한 지표저 낙석으로 발생했다.
거대한 암반 덩어리는 마치 소행성이 고각으로 충돌한 것과 같은 효과를 내며 만 안쪽 부분의 길버트 후미 바닥에 있는 퇴적물을 큰 힘으로 강타했다. 이 충돌은 큰 크레이터를 만들었고 현대와 제3기 퇴적물, 퇴적층을 알 수 없는 깊이까지 누르고 접어버렸다. 물과 함께 퇴적물이 갑자기 이동하고 접히면서 길버트 후미 끄트머리에 있는 리투야 빙하의 전체 전면을 따라 1,300피트(400 m) 높이의 얼음이 깨지고 솟구쳤다. 또한 낙석의 충격과 퇴적물의 이동으로 기포가 발생하고 물이 튀는 현상이 발생해 길버트 후미 반대편 해발 1,720피트(520 m) 높이까지 물이 닿았다. 같은 낙석의 충격이 강한 지반 움직임과 약 3.5피트(1.1 m)의 순수직 지각 융기, 리투야만이 있는 전체 지각의 전반적인 기울어짐이 합쳐져 만 전체를 휩쓸었던 거대한 해일을 만들어냈다.
위 가정이 가장 높은 가능성의 시나리오로, 입력으로 여러 초기 치수와 매개변수를 사용해 만든 후속 수학적 모델링 연구에서 채택된 "PC 모델"이다.

로스앨러모스 국립 연구소의 후속 수학적 모델링 연구(Mader, 1999, Mader & Gittings, 2002)에서는 리투야만 후미에서 거대한 해일이 범람하고 그에 따른 침수를 설명하기에 충분한 양의 물과 적절하게 깊은 퇴적층이 실제로 존재한다는 것을 증명해 위에서 제안한 원인을 뒷받침해줬다. 이 모델링에서는 수치화한 범람 과정을 물리적으로 재현해 관찰했다.

### 2010년 분석
2010년 모델에서는 만 바닥에 쌓인 퇴적물의 양을 조사했는데, 퇴적물의 양은 낙석만으로 만들 수 있는 양보다 수 배나 더 많았으며 이에 따라 해일의 에너지와 높이도 조사했다. 과학자들은 암반 붕괴로 인접한 리투야 빙하에 갇혀 있던 퇴적물의 5-10배의 양이 한꺼번에 방출되는 "이중사태"(Double slide)가 발생했다는 결론을 내렸는데, 이는 '이중사태'가 발생한 것으로 알려진 다른 산사태와 비슷한 비율이다. 리투야만은 거대해일이 발생한 여러 역사가 있지만, 충분한 데이터가 수집된 1958년 사건이 최초로 5명의 사망자를 일으킨 사건이다.
1999년의 분석에 이어 사건에 대한 더욱 광범위한 영향을 조사한 후속 연구에서는 낙석 자체가 거대해일을 설명하고 그 증거를 해석하기에 부적합하다고 결론내렸다. 특히 해저 지형으로 볼 때 추가된 퇴적물의 양은 낙석만으로 설명할 수 있는 양보다 훨씬 많거나 낙석과 퇴적물이 서로 교란된 것으로 분석되었으며, 낙석과 교란된 퇴적물만 가지고는 해일의 에너지가 충분하지 않았다. 대신 이 연구에서는 '이중사태' 사건이 해일을 일으켰을 가능성이 더 높다고 분석했는데, 당시 사진에서 볼 수 있듯이 리투야 빙하의 끄트머리 부분에 매우 가깝게 충돌한 낙석이 빙하말단에서부터 약 400 m 폭의 얼음을 깨뜨리고 빙하 아래에 있는 물을 흩뿌렸을 가능성이 있다. 깨지면서 가벼워진 빙하는 물속에서 안정화되기 전에 떠올랐고, 빙하 아래에 갇혀 있다가 지진으로 인해 이미 느슨해진 충적층(빙하하부 및 빙하기 퇴적물)이 거의 즉각적으로 몇배나 더 큰 두번째 산사태로 움직였다. 연구에서 이동한 퇴적물은 1차 낙석으로 쏟아진 퇴적물의 약 5-10배 사이로 추정되었으며 이는 2002년 9월 콜카-카르마돈 암빙사태(추정 비율 5-10배), 1987년 11월 파라기레 암석사태(추정 비율 2.5), 1970년 5월 후아카란 산사태(추정 비율 4) 등 다른 산사태와 비슷한 부피비율이다. 추가로 쏟아진 암반의 부피는 해저 지형의 모양의 큰 변화나 특히 만 서쪽 끝에서 해일에 추가된 에너지를 설명할 수 있다. 논문 저자들은 이 모델이 정확하다면 코어 샘플에서 약 70 m 깊이에 다시 쌓인 새로운 퇴적층을 발견할 수 있다고 결론내렸다.

## 같이 보기
- 쓰나미
- 거대해일
- 산사태
- 리투야만

## 참고 문헌
- Miller, D. J. (1960), “The Alaska earthquake of July 10, 1958: Giant wave in Lituya Bay”, 《Bulletin of the Seismological Society of America》 50 (2): 253–266, Bibcode:1960BuSSA..50..253M, doi:10.1785/BSSA0500020253, 2015년 7월 14일에 원본 문서에서 보존된 문서
- Tocher, D. (1960), “The Alaska earthquake of July 10, 1958: Movement on the Fairweather fault and field investigation of southern epicentral region”, 《Bulletin of the Seismological Society of America》 50 (2): 267–292, Bibcode:1960BuSSA..50..267T, doi:10.1785/BSSA0500020267